# Carex nicoloffii
Carex nicoloffii är en halvgräsart som beskrevs av Renato Pampanini. Carex nicoloffii ingår i släktet starrar, och familjen halvgräs. Inga underarter finns listade i Catalogue of Life.